# Округ Тилман (Оклахома)
Тилман (енгл. Tillman County) је округ у америчкој савезној држави Оклахома.

## Демографија
По попису из 2010. године број становника је 7.992, што је 1.295 (-13,9%) становника мање него 2000. године.
| Група             | 2000.         | 2010.         |
| Белци             | 6.364 (68,5%) | 5.165 (64,6%) |
| Афроамериканци    | 838 (9,0%)    | 613 (7,7%)    |
| Азијати           | 30 (0,3%)     | 21 (0,3%)     |
| Хиспаноамериканци | 1.641 (17,7%) | 1.783 (22,3%) |
| Укупно            | 9.287         | 7.992         |